# Illadopsis fulvescens
Az Illadopsis fulvescens a madarak osztályának verébalakúak (Passeriformes) rendjébe és a Pellorneidae családjába tartozó faj.

## Rendszerezése
A fajt John Cassin amerikai ornitológus írta le 1859-ben, a Turdirostris nembe Turdirostris fulvescens néven.

## Alfajai
- Illadopsis fulvescens dilutior (C. M. N. White, 1953)
- Illadopsis fulvescens fulvescens (Cassin, 1859)
- Illadopsis fulvescens gularis Sharpe, 1870
- Illadopsis fulvescens iboensis (Hartert, 1907)
- Illadopsis fulvescens moloneyana (Sharpe, 1892)
- Illadopsis fulvescens ugandae (Someren, 1915)[2]

## Előfordulása
Nyugat- és Közép-Afrikában, Angola, Benin, Burundi, Dél-Szudán, Kamerun, a Közép-afrikai Köztársaság, a Kongói Köztársaság, a Kongói Demokratikus Köztársaság, Elefántcsontpart, Egyenlítői-Guinea, Gabon, Ghána, Guinea, Bissau-Guinea, Kenya, Libéria, Mali, Nigéria, Szenegál, Sierra Leone, Tanzánia, Togo és Uganda területén honos. A természetes élőhelye a szubtrópusi vagy trópusi síkvidéki esőerdők, lombhullató erdők és cserjések, valamint ültetvények. Állandó, nem vonuló faj.

## Megjelenése
Testhossza 15-16,5 centiméter, testtömege 23-36 gramm. A tollazata barna színű.

## Életmódja
Főleg gerinctelenekkel táplálkozik.

## Természetvédelmi helyzete
Nagy az elterjedési területe, egyedszáma stabil. A Természetvédelmi Világszövetség Vörös listáján nem fenyegetett kategóriában szerepel a faj.